# Carte blanche (Spirou)
Pour les articles homonymes, voir Carte blanche.
Carte blanche est une rubrique expérimentale de l'hebdomadaire belge Spirou publiée de 1973 à 1982. Elle a été reprise sous le nom Cartes blanches de 2013 à 2018.
Lancée par le rédacteur en chef Thierry Martens en 1973 afin de revivifier un journal alors en perte de vitesse, la rubrique accueillait des histoires d'auteurs établis désireux d'expérimenter, tout comme celles d'amateurs complets jugés prometteurs par Martens. Divers futurs professionnels y ont débuté : Philippe Bercovici, Albert Blesteau, Didier Conrad, André Geerts, Bernard Hislaire, Makyo, Yann, etc,. La périodicité des publications a ralenti dès 1976, la dernière histoire étant publiée en 1982.
De 1981 à 1985, Dupuis a publié dix albums dans une collection homonyme afin de tester des séries récemment publiées dans Spirou (Jeannette Pointu, 421, Gully, etc.).
De 2013 à 2018, Spirou a proposé à nouveau une rubrique Cartes blanches accueillant des strips et gags d'auteurs débutants comme confirmés.